# Yemassee
Yemassee est une ville située dans les comtés de Beaufort et Hampton. En 2010, la population était de 1 027 habitants.

## Démographie
| 1910 | 1920 | 1930 | 1940 | 1950 | 1960 |
| ---- | ---- | ---- | ---- | ---- | ---- |
| 250  | 323  | 539  | 684  | 712  | 473  |

| 1970 | 1980 | 1990 | 2000 | 2010  | - |
| ---- | ---- | ---- | ---- | ----- | - |
| 745  | 789  | 728  | 807  | 1 027 | - |

## Source de la traduction
- (en) Cet article est partiellement ou en totalité issu de l’article de Wikipédia en anglais intitulé « Yemassee, South Carolina » (voir la liste des auteurs).